# Mark Bradshaw (cầu thủ bóng đá)
Mark Bradshaw (sinh ngày 7 tháng 9 năm 1969) là một cựu cầu thủ bóng đá và huấn luyện viên bóng đá người Anh.